# Kansas City
Kansas City se refiere a dos ciudades y un área metropolitana situada en la confluencia de los ríos Kansas y Misuri. Kansas City (Misuri), la ciudad más grande en Misuri, ancla el área metropolitana de Kansas City, que tiene una población de más de dos millones de habitantes. Kansas City (Kansas) se encuentra cruzando el río desde el centro de Kansas City (Misuri), y es la tercera ciudad más grande en Kansas.

## Kansas City (Misuri)
Kansas City (Misuri) es la ciudad más grande del estado de Misuri (EE. UU.) con una población de 630 387 habitantes. El área metropolitana tiene cerca de 2 millones de personas y abarca quince condados en dos estados: Kansas y Misuri. Está situada en la confluencia del río Misuri con el río Kansas. La ciudad está dividida en dos partes por una frontera interestatal, por lo cual existen dos ciudades con el mismo nombre, Kansas City (Misuri) y Kansas City (Kansas), frente a esta.
La ciudad cuenta con dos aeropuertos: el Aeropuerto Urbano Charles B. Wheeler y el Aeropuerto Internacional de Kansas City. Además cuenta con un importante museo, el Museo Nelson-Atkins, que cuenta con pinturas tanto antiguas como modernas, de artistas como Caravaggio, Rembrandt, Van Gogh y Kandinsky. Ocupa el segundo lugar en el mundo en el número de fuentes (160), superado solamente por Roma.
Kansas City cuenta con los siguientes equipos deportivos: Kansas City Royals (béisbol de Liga Mayor), Kansas City Chiefs (fútbol americano de NFL) y Kansas City Warriors (MLUSA). Kansas City está en el proceso de construir un estadio nuevo que se espere que reciba un equipo de hockey de NHL o equipo del baloncesto de NBA.

## Área metropolitana de Kansas City
El Área metropolitana de Kansas City es un área metropolitana que abarca quince condados entre el estado de Misuri y Kansas siendo la ciudad principal Kansas City, Misuri. En 2008, se estimaba una población de más de 2 millones de personas. El área metropolitana de Kansas City es la segunda más grande después del Gran San Luis y es el área metropolitana más grande del estado de Kansas, aunque el área metropolitana de Wichita es la segunda de Kansas. Las ciudades periféricas con más de 100,000 personas incluye  Independence, Misuri; Kansas City, Misuri; Olathe, Kansas City, Kansas; y Overland Park.

## Kansas City (Kansas)
Kansas City (Kansas) es la tercera ciudad más grande en el estado estadounidense de Kansas y sede del Condado de Wyandotte; forma parte del "Gobierno Unificado" el cual incluye también las ciudades de Bonner Springs y Edwardsville. Según estimaciones del censo en 2000, la población de la ciudad era de 146,867. Situada donde confluyen los ríos Misuri y Kansas (Punto Kaw), la ciudad está frente a Kansas City (Misuri) y está incluida en el área metropolitana de Kansas City, la cual es una ciudad satélite de la ciudad principal.
Sporting Kansas City de MLS juega en Kansas City (Kansas). Kansas Speedway, también ubicado en la ciudad, alberga dos fines de semana de carreras de NASCAR cada año.

## North Kansas City (Misuri)
North Kansas City es una ciudad en el Condado de Clay (Misuri), Estados Unidos. La población era de 4.714 habitantes en el censo de 2000, pero un gran desarrollo industrial y empresario ha hecho crecer la población por varios miles más. Originalmente, un suburbio al norte de Kansas City (Misuri), ahora está casi rodeado de esta última, que se extiende al norte de la frontera norte del norte de Kansas City.